# Kilibo
Kilibo ist eine Stadt und ein Arrondissement im Departement Collines im westafrikanischen Staat Benin. Es ist eine Verwaltungseinheit, die der Gerichtsbarkeit der Kommune Ouèssè untersteht.
Durch den Ort verläuft die Fernstraße RNIE2, südöstlich in der Siedlung Kilibo-Gare befindet sich der Bahnhof Kilibo.

## Demografie und Verwaltung
Gemäß der Volkszählung 2013 des beninischen Statistikamtes INSAE hatte das Arrondissement 16.809 Einwohner, davon waren 8318 männlich und 8491 weiblich.
Von den 63 Dörfern und Quartieren der Kommune Ouèssè entfallen acht auf Kilibo:
1. Affèssomou
2. Kilibo-Adjougou
3. Kilibo-Gare
4. Kilibo-Olata
5. Olouni-N’gbé
6. Owolafè
7. Suru-Léré
8. Yaoui